# Asterina viburni
Asterina viburni är en svampart som beskrevs av Hosagoudar, Dhivaharan & Nithyatharani 2010. Asterina viburni ingår i släktet Asterina och familjen Asterinaceae.   Inga underarter finns listade i Catalogue of Life.